# Sant Feliu i Sant Ermengol d'Aiguatèbia
Sant Feliu i Sant Ermengol d'Aiguatèbia és l'església parroquial del poble nord-català d'Aiguatèbia, a la comarca del Conflent, pertanyent a la comuna d'Aiguatèbia i Talau.
Està situada a l'extrem nord-est del nucli de població d'Aiguatèbia, al costat del cementiri, al capdamunt del carrer de l'Església.

## Història

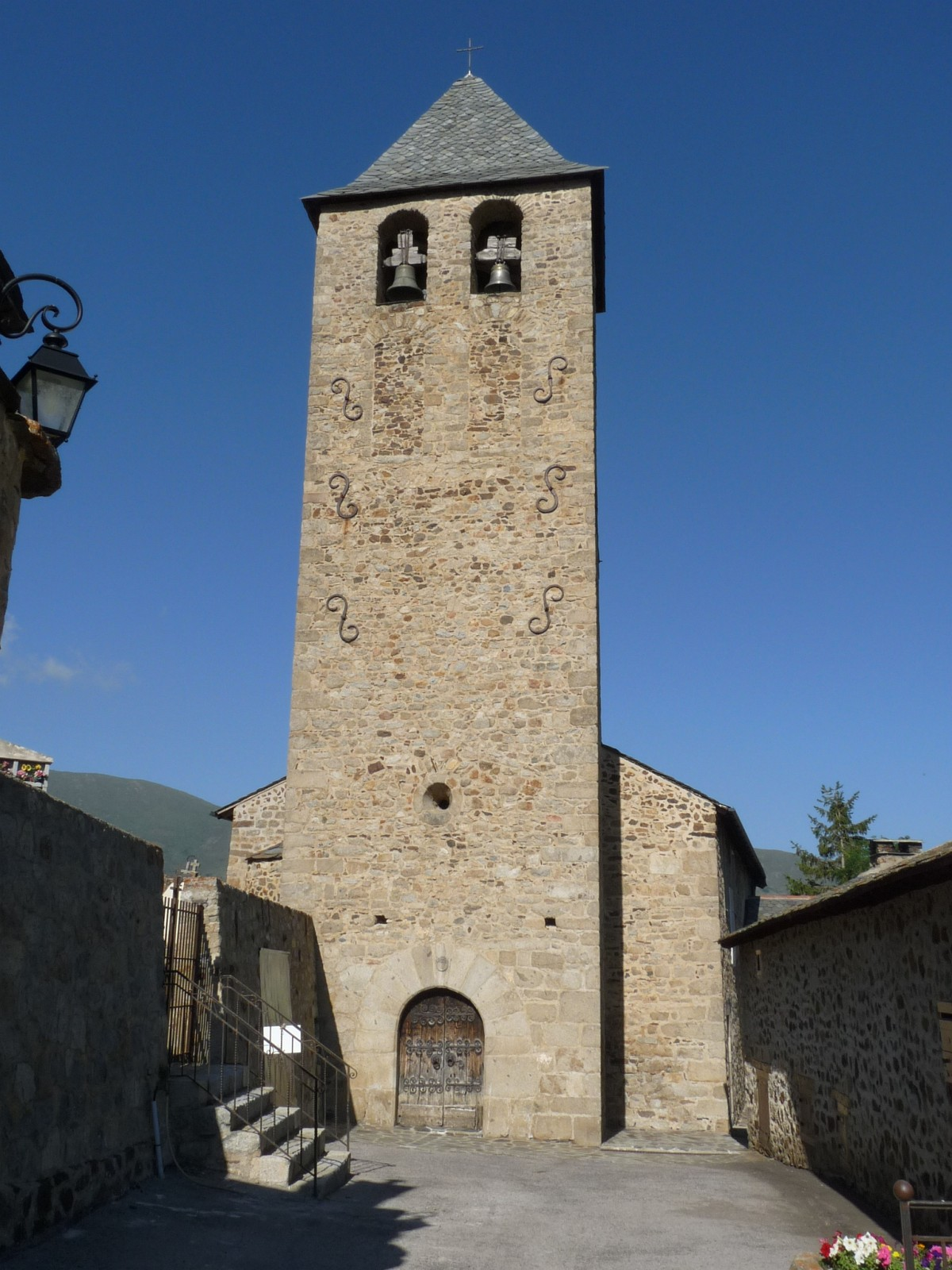
Campanar, al costat occidental

És esmentada en un document del 984, en un jurament sobre unes possessions de terres en aquesta parròquia. L'església d'Aiguatèbia era propietat dels vescomtes de Conflent, senyors del poble i terme. Més tard, el 1072 que parla d'una donació anterior, del 1046, on també s'hi indica que tenia l'advocació segona de sant Ermengol d'Urgell, que hauria estat nadiu de la zona de les Garrotxes en general i potser d'Aiguatèbia en particular. Entre el 1069 i el 1086 fou donada a la canònica de Santa Maria de la Seu d'Urgell.
En ocasió d'una bullanga popular, però, els exèrcits francesos cremaren i destruïren el temple romànic original el 7 de febrer del 1673. Es va refer del tot, i el 1693 es va consagrar l'església nova, a la qual es va afegir el campanar el 1706. De l'església romànica, no en queda res.

## L'edifici
L'edifici actual és la reconstrucció del 1693; la sagristia és de l'any següent i la part baixa del campanar, de planta quadrada i de gran alçaria, del 1706. Va ser declarada monument històric de França el 1967.

## Mobiliari

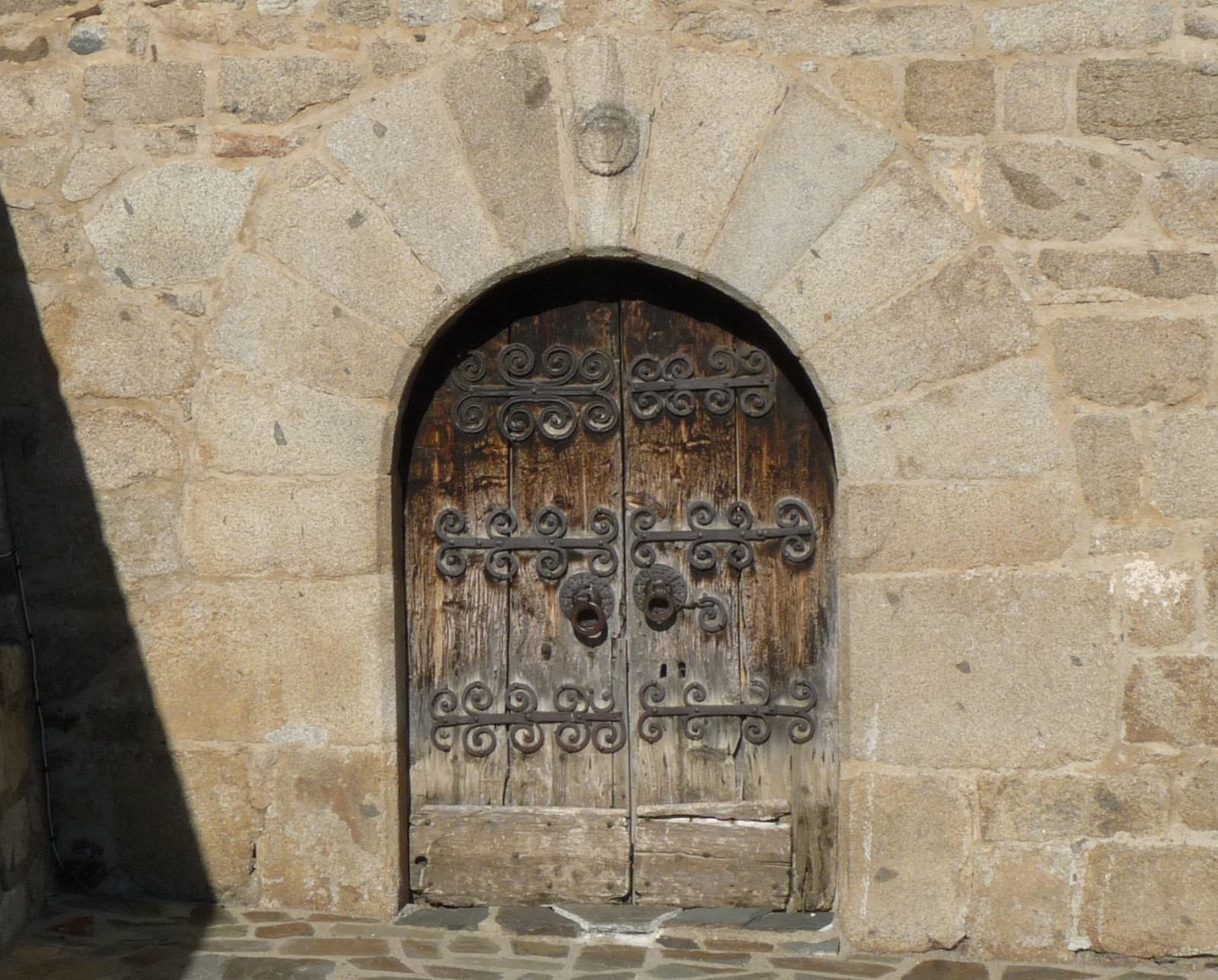
Portal de l'església

Com a mobiliari d'interès conserva el retaule del Roser (del primer quart del segle XVII), el retaule de l'altar major, dedicat a sant Fèlix (darrer quart del segle xvii, reformat al segle xix) i un panell amb una Mare de Déu alletant (darrer quart del segle xv). També és de l'església una cadireta de processó amb una marededéu del segle xvii.

## Bibliografia

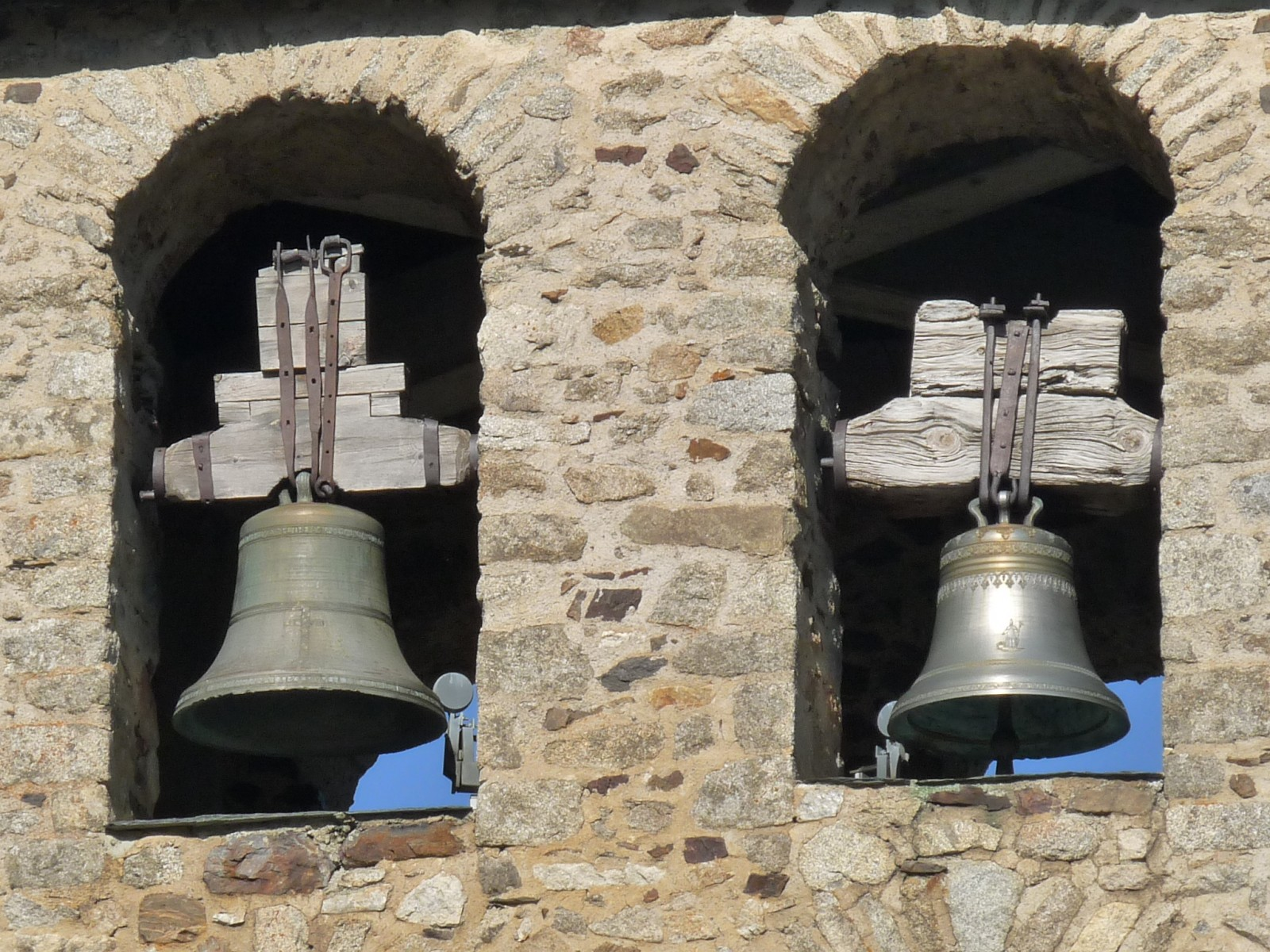
Campanes d'Aiguatèbia